# Zijlpoort (Haarlem)
De Zijlpoort was een stadspoort in de Nederlandse stad Haarlem.

## Geschiedenis
De Zijlpoort bevond zich waar de Zijlweg overgaat in de Zijlstraat en is vernoemd naar de spuisluis die zich daar bevond. 
Vanaf deze poort liep de twee kilometer lange zijlweg via veengronden naar het westen, de voormalige heerlijkheid Tetterode in. Mogelijk stond aan het eind van deze weg kasteel Tetrode.

### Spaanse Beleg
De in 1480 gebouwde Zijlpoort doorstond het Spaanse beleg van 1572-1573 tamelijk goed, maar werd in 1628 toch vervangen.

### De sloop
De Zijlpoort werd samen met de Grote Houtpoort in 1824 gesloopt om de stad ruimere toegangswegen te geven. Dit met oog op de grote Algemeene Tentoonstelling van Voorwerpen van Nationale Nijverheid in 1825.

## Trivia
Het stadskantoor van de gemeente in het voormalige nabijgelegen postkantoor is vernoemd naar de poort.
Amsterdamse Poort · Schalkwijkerpoort · Eendjespoort · Kleine Houtpoort · Grote Houtpoort · Raampoort · Raakstorens · Zijlpoort · Kruispoort · Janspoort · Nieuwpoort / Kennemerpoort · Catrijnenpoort · Deymanspoort · Vrouwehek